# Estación de Jemeppe-sur-Sambre
La estación de Jemeppe-sur-Sambre es una estación de tren belga situada en Floreffe, en la provincia de Namur, región Valona.
Pertenece a la línea  de S-Trein Charleroi.

## Situación ferroviaria
La estación se encuentra en la línea 130 (Namur-Charleroi).

## Intermodalidad
| Línea | Procedencia  | Parada       | Destino       |
| ----- | ------------ | ------------ | ------------- |
| 144   | JEMEPPE Gare | JEMEPPE Gare | GEMBLOUX Gare |